# 杨潮

杨潮

杨潮（1900年5月8日—1946年1月11日），原名杨廉政、杨九寰，以笔名羊枣闻名，男，湖北沔阳（今仙桃）人，中国记者。

## 生平
1914年考入清华预备学校。1919年，因参加五四运动被学校开除。后改名杨九寰，考上唐山工业专门学校。1921年该校机械系并入交通大学上海学校（今上海交通大学），杨九寰随之转读交大，1923年以全系第二名的成绩毕业，供职于上海铁路局，长达10余年。
1932年在妹妹杨刚的影响下，转向中国共产党。1933年初，经周扬介绍加入中国左翼作家联盟，半年后加入中国共产党。他在霞飞路的家是“左联”经常活动的场所。1934年秋，羊枣执掌“左联”宣传部，写作了大量文章。1935年秋，辞去铁路局职务，与夏征农南下，在陈道望主持的广西师专任教，从事统一战线工作。1937年6月，被派到塔斯社上海分社工作，撰写了大量军事评论和国际政治方面的文章，产生了很大影响。
上海沦陷后，留在租界，编辑各种杂志和图书，写作了大量稿件。1939年底到香港，出任《星岛日报》军事记者。1941年9月，民盟机关报《光明報》创刊，应邀担任国际新闻版主编。1942年，到达桂林，担任《大刚报》总编辑，以其“独家新闻”吸引了湘桂一带大量读者，名声大震。后因“言论左倾”被解聘。不久，到福建永安任福建省政府参事、省社会科学研究所研究员，兼任美国驻华大使馆新闻处东南分处中文部主任，受聘为《民主报》主笔。1945年7月，顾祝同下令逮捕永安29位进步文化工作者，杨潮名在其中。1946年1月11日晨，死于杭州狱中，死因不明。

## 身后
上海文化界，新闻界为羊枣举行公祭，由郭沫若主持，马叙伦致悼词。柳亚子为墓碑题字。

## 家庭
父亲杨会康，曾任民国政府代理湖北省省长。妹妹杨刚，也是记者。
独子杨朝汉（耿青）曾任解放军师政委，钱学森助手，中国第一枚自制导弹的组织指挥发射者。